# Żowtyj Brid
Żowtyj Brid (ukr. Жовтий Брід, pol. hist. Żółty Bród) – wieś na Ukrainie, w obwodzie żytomierskim, w rejonie romanowskim.